# KKBOX
KKBOX（ケイケイボックス）は、台湾の科科世界が運営する定額制ストリーミング（音楽配信）サービス。2010年に日本のKDDIが資本参加し、同社を子会社化した。主に東アジア、東南アジアにサービスしている。日本向けサービスは同社の子会社であるKKCompany Japan合同会社が運営している。

## 概要
中華民国（台湾）の科科世界が2004年からサービスを開始した。
2010年12月24日より日本のKDDIが76%の株を取得し連結子会社となった。残り24%は願境網訊が保持。2011年3月31日にHTCが11.1%の株を取得。
日本では2011年6月よりKKBOXの配信システムを利用してレコチョクの楽曲を配給する「LISMO unlimited powered by レコチョク」として開始。当初はauユーザー向けのサービスのためLISMOブランドとして開始したが、他社ユーザーも利用可能なマルチプラットフォーム展開として2013年6月1日にブランドをKKBOXに変更した。2013年からはKDDI子会社のKKBOX JAPAN合同会社が運営しており、2021年に社名をKKCompany Japan 合同会社に変更した。
2016年11月より「KKBOX」サービス内にサウンドエフェクトを追加して聴くことができる「DTSエフェクト」を採用したが、2019年6月をもってサービス終了。
2019年4月には、ローソンエンタテインメントとの共同運営により「HMVmusic powered by KKBOX」を開始したが、2021年3月31日をもってサービス終了。

### 沿革
- 2004年 台湾で設立[1]
- 2009年 香港へサービスを拡大[1]
- 2010年 KDDIが株式の過半数を取得[1]
- 2011年 HTCが資本参加[1]
- 2012年 Facebookのアジア、太平洋地域における最初の音楽アプリケーションパートナーとなる[4]
- 2013年 タイでのサービスを開始、シンガポールの情報通信会社StarHub社と提携[4]
- 2014年 シンガポールの政府系ファンドGICからの投資を受け、 KDDI社の持分法適用関連会社となる[4]
- 2016年 日本国内での配信曲数が2000万曲を突破。サービス提供全地域での配信楽曲数が3000万曲を突破[4]
- 2017年 日本での配信曲数が3500万曲を突破[4]
- 2017年 楽曲認識サービスACRCloudと提携し「音声検索」機能を導入
- 2019年 第1回「KKBOX香港Music Awards」を開催
- 2021年 音楽とPodcastを連動させた「Podcast x Music」機能を開始
- 2021年 24bitのロスレス配信に対応
- 2022年 Firstoryと提携し、広告利益分配メカニズム「ダイナミック広告挿入（DAI）」を導入

## KKCompany Japan
会社名はKKCompany Japan合同会社である。英語ではKKCompany Japan LLC。日本代表は、谷 和博(2018年-)、Tony Matsuhashi(2021年-)、鄭于佳(2021-)。本社所在地は渋谷区。

## BSCラジオ
2018年11月1日からインターネットラジオ局「BSCラジオ」の運営を行っている。視聴は公式WebサイトとKDDIの「うたパス」アプリの2つ。一定期間後から「KKBOX」と「うたパス」でアーカイブを聴くことができる。